# Microdon cothurnatus
Microdon cothurnatus (лат.) — вид муравьиных мух-журчалок из подсемейства Microdontinae. Обитают в Северной Америке, на территории США.
Личинки населяют муравейники, где питаются яйцами и личинками различных видов муравьёв, в том числе Camponotus pennsylvanicus (DeGeer), Camponotus novaeboracensis (Fitch),
Camponotus vicinus Mayr, Formica accreta Francoeur, Formica adamsi whymperi Wheeler, Formica aserva Forel,
Formica neoclara Emery, Formica obscuriventris Mayr, Formica podzolica Francoeur, Formica ravida (Creighton)
.